# Onésime et la Panthère de Calino

Onésime et la Panthère de Calino est un film muet français réalisé par Jean Durand et sorti en 1913.

## Fiche technique
- Autre titre : Onésime, Calino et la panthère
- Réalisation : Jean Durand
- Chef-décorateur : Robert-Jules Garnier
- Société de production : Société des Établissements L. Gaumont
- Édition : CCL
- Pays d'origine : France
- Format : Muet - Noir et blanc - 1,33:1 - 35 mm
- Métrage : 205 m
- Genre :  Comédie
- Durée : inconnue
- Date de sortie : France : 21 février 1913

## Distribution
- Ernest Bourbon : Onésime
- Clément Mégé : Calino
- Berthe Dagmar : Mme Onésime
- Gaston Modot